# Orthophytum foliosum
Orthophytum foliosum är en gräsväxtart som beskrevs av Lyman Bradford Smith. Orthophytum foliosum ingår i släktet Orthophytum och familjen Bromeliaceae. Inga underarter finns listade i Catalogue of Life.